# Juan Toloza
Juan Andrés Toloza Cortés (Santiago, 4 maggio 1985) è un calciatore cileno, centrocampista del Deportes Vallenar.

## Caratteristiche tecniche
È un Centrocampista.